# Discografia dei Lifehouse

## Album studio
| Anno | Titolo album         | Posizione massima | Posizione massima | Posizione massima | Posizione massima | Posizione massima | Posizione massima | Posizione massima | Posizione massima | Certificazioni    |
| Anno | Titolo album         | Australia         | Danimarca         | Francia           | Germania          | Nuova Zelanda     | Paesi Bassi       | Svezia            | USA               | Certificazioni    |
| ---- | -------------------- | ----------------- | ----------------- | ----------------- | ----------------- | ----------------- | ----------------- | ----------------- | ----------------- | ----------------- |
| 2001 | No Name Face         | 10                | 2                 | —                 | 55                | 7                 | 61                | —                 | 6                 | - RIAA: 2xPlatino |
| 2002 | Stanley Climbfall    | 39                | 24                | —                 | 65                | 25                | 79                | 47                | 7                 |                   |
| 2005 | Lifehouse            | —                 | —                 | 163               | —                 | —                 | —                 | —                 | 10                | - RIAA: Oro       |
| 2007 | Who We Are           | —                 | —                 | —                 | —                 | —                 | —                 | —                 | 14                | - RIAA: Oro       |
| 2010 | Smoke & Mirrors      | —                 | —                 | —                 | 38                | 40                | 40                | —                 | 6                 |                   |
| 2012 | Almería              | —                 | —                 | —                 | —                 | —                 | —                 | —                 | 55                |                   |
| 2015 | Out of the Wasteland | —                 | —                 | —                 | 95                | —                 | 82                | —                 | 26                |                   |

## EP
| Titolo                        | Dettagli                                                                                    |
| ----------------------------- | ------------------------------------------------------------------------------------------- |
| Diff's Lucky Day (come Blyss) | - Data di pubblicazione: 1999 - Etichetta: indipendente - Formato: CD                       |
| Live Session EP               | - Data di pubblicazione: 20 settembre 2005 - Etichetta: Geffen - Formato: download digitale |
| Halfway Gone Remixes          | - Data di pubblicazione: 6 aprile 2010 - Etichetta: Geffen - Formato: download digitale     |

## Singoli
| Anno | Titolo                | Posizione massima | Posizione massima  | Posizione massima | Posizione massima     | Posizione massima | Posizione massima | Certificazione  | Titolo album         |
| Anno | Titolo                | US                | US Mainstream Rock | US Alternative    | US Adult Contemporary | US Adult Top 40   | US Pop            | Certificazione  | Titolo album         |
| ---- | --------------------- | ----------------- | ------------------ | ----------------- | --------------------- | ----------------- | ----------------- | --------------- | -------------------- |
| 2000 | Hanging by a Moment   | 2                 | 7                  | 1                 | —                     | 1                 | 2                 |                 | No Name Face         |
| 2001 | Sick Cycle Carousel   | —                 | 38                 | 21                | —                     | —                 | —                 |                 | No Name Face         |
| 2001 | Breathing             | —                 | —                  | —                 | —                     | 19                | —                 |                 | No Name Face         |
| 2002 | Spin                  | 71                | 34                 | 25                | —                     | 13                | 28                |                 | Stanley Climbfall    |
| 2002 | Take Me Away          | —                 | —                  | —                 | —                     | 22                | —                 |                 | Stanley Climbfall    |
| 2005 | You and Me            | 5                 |                    | —                 | 1                     | 1                 | 4                 | - RIAA: Oro     | Lifehouse            |
| 2005 | Blind                 | —                 | —                  | —                 | —                     | 22                | —                 |                 | Lifehouse            |
| 2007 | First Time            | 26                | —                  | —                 | 17                    | 3                 | 16                |                 | Who We Are           |
| 2007 | From Where You Are    | 61                | —                  | —                 | —                     | —                 | —                 |                 | Who We Are           |
| 2007 | Whatever It Takes     | 33                | —                  | —                 | 10                    | 3                 | 17                |                 | Who We Are           |
| 2008 | Broken                | 83                | —                  | —                 | —                     | 7                 | —                 | - RIAA: Platino | Who We Are           |
| 2009 | Halfway Gone          | 50                | —                  | —                 | 12                    | 2                 | 25                |                 | Smoke & Mirrors      |
| 2010 | All In                | —                 | —                  | —                 | 25                    | 6                 | —                 |                 | Smoke & Mirrors      |
| 2011 | Falling In            | —                 | —                  | —                 | —                     | 11                | —                 |                 | Smoke & Mirrors      |
| 2012 | Between the Raindrops | 79                | —                  | —                 | —                     | 21                | —                 |                 | Almeria              |
| 2014 | Flight                | —                 | —                  | —                 | —                     | —                 | —                 |                 | Out of the Wasteland |
| 2015 | Hurricane             | —                 | —                  | —                 | —                     | 31                | —                 |                 | Out of the Wasteland |

## DVD
- Everything (2005): Una compilation dei loro video musicali, singoli e concerti e distribuito da Geffen Records.